# Apellikon von Teos

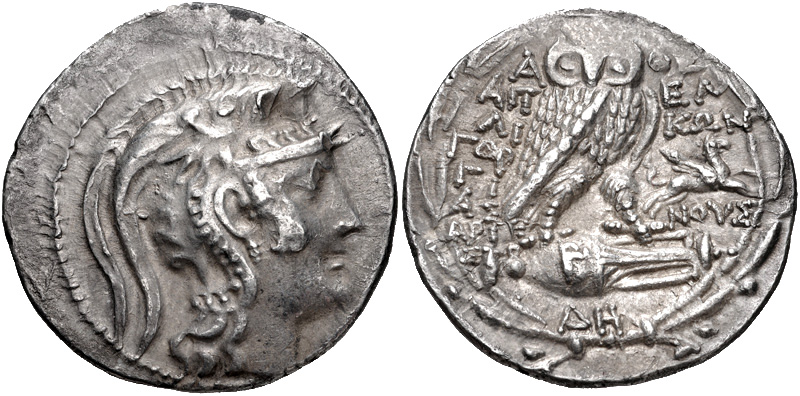
Mit den anderen Magistraten Gorgias und Aristonos 89/88 v. Chr. geprägte attische Tetradrachme mit behelmter Athena auf der Vorder- und der Eule auf der Rückseite.

Apellikon von Teos war ein Politiker und Büchersammler aus dem antiken Athen.
Apellikon war, nachdem er das athenische Bürgerrecht erlangt hatte, wohl 89/88 v. Chr. Münzmeister Athens. Seine Bekanntheit erlangte er als Besitzer einer bedeutenden Büchersammlung, zu der insbesondere auch Manuskripte des Aristoteles gehörten. Der späteren Überlieferung zufolge hatte Apellikon diese von den Nachfahren des Neleus (dem Neffen Theophrasts) in Skepsis erworben, in deren Haus die Werke zuvor jahrzehntelang unpubliziert gelagert worden sein sollen, doch ist diese Geschichte zu bezweifeln. Apellikon betätigte sich jedenfalls als Herausgeber der aristotelischen Werke, doch war seine Arbeit in Teilen fehlerhaft. Darüber hinaus entwendete er aus den Archiven Athens und anderer Städte die Originale alter Volksbeschlüsse und was sonst von Wert war. Nach der Entdeckung des Diebstahls in Athen entzog er sich einem Verfahren durch Flucht, kehrte jedoch bald darauf wieder zurück und schloss sich einer Gruppierung um den angeblichen „Tyrannen“ Athenion an.
Ende 88 v. Chr. wurde er mit einer athenischen Flotte ausgesandt, um Delos einzunehmen, doch die Operation scheiterte. Nach dem Tod des Apellikon und der Eroberung Athens durch Sulla im Jahr 86 v. Chr. ließ dieser die Bibliothek einziehen und nach Rom bringen, wo sie die Grundlage für die Bearbeitung von Tyrannion und der Aristoteles-Ausgabe von Andronikos von Rhodos wurde.